# Ostrówek 2
Ostrówek 2 (biał. Астравок 2) – do 2008 wieś na Białorusi, położona w obwodzie grodzieńskim w rejonie grodzieńskim w sielsowiecie putryskim. 24 kwietnia 2008 Ostrówek 2 został włączony w granice Grodna.

## Historia
Dawniej w województwie trockim Rzeczypospolitej Obojga Narodów. W czasach zaborów w granicach Imperium Rosyjskiego, w guberni grodzieńskiej. W latach 1921–1939 ówczesny folwark leżał w Polsce, w województwie białostockim, w powiecie grodzieńskim, w gminie Wiercieliszki.
Według Powszechnego Spisu Ludności z 1921 roku zamieszkiwało tu 101 osób, 74 było wyznania rzymskokatolickiego, 20 prawosławnego a 7 ewangelickiego. Jednocześnie wszyscy mieszkańcy zadeklarowali polską przynależność narodową. Było tu 7 budynków mieszkalnych.
Miejscowość należała do parafii rzymskokatolickiej w i prawosławnej Grodnie. Podlegała pod Sąd Grodzki i Okręgowy w Grodnie; właściwy urząd pocztowy mieścił się w Grodnie.
W wyniku napaści ZSRR na Polskę we wrześniu 1939 miejscowość znalazła się pod okupacją sowiecką. 2 listopada została włączona do Białoruskiej SRR. 4 grudnia 1939 włączona do nowo utworzonego obwodu białostockiego. Od czerwca 1941 roku pod okupacją niemiecką. 22 lipca 1941 r. włączona w skład okręgu białostockiego III Rzeszy. W 1944 miejscowość została ponownie zajęta przez wojska sowieckie i włączona do obwodu grodzieńskiego Białoruskiej SRR.
Od 1991 wchodzi w skład Białorusi.